# Râul Pärnu
Pärnu (în estonă Pärnu jõgi) este un râu din Estonia care se varsă în Golful Pärnu, care este un golf mai mic al Golfului Riga, pe teritoriul orașului Pärnu. El are o lungime de 144 km, ceea ce îl face să fie unul dintre cele mai lungi râuri din Estonia, o suprafață a bazinului hidrografic de 6.920 km² și un debit mediu de 64,4 m³/s.

## Descriere
Râul Pärnu este al doilea cel mai lung râu din Estonia, având o lungime de 144 kilometri (89 mi), și unul dintre cele doar zece râuri din țară care au o lungime mai mare de 100 kilometri (62 mi). Bazinul său hidrografic are o suprafață de 6.920 kilometri pătrați (2.670 mi2), ocupând aproximativ o șesime din suprafața de uscat a Estoniei, și este unul dintre cele doar 15 bazine hidrografice ale râurilor estoniene care au mai mult de 1.000 kilometri pătrați (390 mi2). Izvoarele sale se află pe dealurile carstice Pandivere din nord-estul Estoniei, iar afluenții săi principali izvorăsc din zona deluroasă Sakala. Ca urmare a lungimii sale, râul Pärnu traversează majoritatea tipurilor de peisaje existente în Estonia. Terenurile aflate în apropierea râului sunt folosite în general pentru agricultură, iar cele aflate pe cursul său superior în comitatul Järva sunt considerate unele dintre cele mai bune terenuri arabile din Estonia. În apropierea orașului Paide, râul curge prin păduri și zone umede. El se varsă în Golful Pärnu pe teritoriul orașului Pärnu.

### Geologie
Bazinul hidrografic al râului Pärnu este format în mare parte din depozite din Silurianul Inferior de la nordul râu, de la mare până unde se unește cu râul Navești, și de acolo la nord de râul Navesti și la sud de această linie este compus în mare parte din depozite din Devonianul Mijlociu. În apropiere de Tori, râul este mărginit de aflorimente de gresie, stânci și grote. În cursul său nordic și estic, râul traversează un strat subțire (de la 5 metri (16 ft) până la 1 metru (3,3 ft)) de sol vegetal, iar pe măsură ce se apropie de mare solul vegetal poate avea o adâncime de până la 60 metri (200 ft).

### Hidrologie
Variațiile debitului râului Pärnu sunt mari, din cauza, cel puțin parțial, faptului că nu există lacuri mari în bazinul său hidrografic. Din acest motiv, precum și datorită formei sale meandrate, râul Pärnu a fost numit „Mississippi-ul estonian”. Râul inundă de obicei primăvara, dar și după ploile abundente care au loc vara și toamna, iar debitul maxim de apă înregistrat la stația hidrologică din Oore a fost de peste 100 de ori mai mare decât debitul minim. Terenul plat agravează efectele inundațiilor, iar întinderile mari aflate de-a lungul râului sunt formate din lunci inundabile, păduri de câmpie inundabile și păduri de mlaștină. Pădurile de câmpie inundabile de tipul celor aflate pe malul râului Pärnu sunt mai puțin întâlnite în Estonia și în restul Europei, ca urmare a faptului că puține dintre ele au fost păstrate. Luncile inundabile aflate de-a lungul râului au scăzut numeric din cauza lipsei de îngrijire a acestora; cu toate acestea, în ultimii ani s-au făcut eforturi pentru refacerea mai multora dintre ele. Barajul Sindi de pe cursul principal al râului Pärnu a fost dezafectat în anii 2018-2019. Alte baraje de pe Parnu vor fi desființate în anii următori. Desființarea barajelor de pe cursul râului Pärnu este finanțată de guvernul eston în cooperare cu Uniunea Europeană. Populațiile de somon de Atlantic și de alte specii de pești se vor reface astfel în anii următori.

### Cultură
Orașele estone Pärnu, Paide, Tori și Türi sunt situate pe malurile râului Pärnu. Râul a fost mult timp un punct central al activității umane; cea mai veche așezare umană de pe teritoriul Estoniei a fost descoperită de apele râului lângă orașul Sindi și a fost datată în jurul anului 7.500 î.Hr.

## Galerie

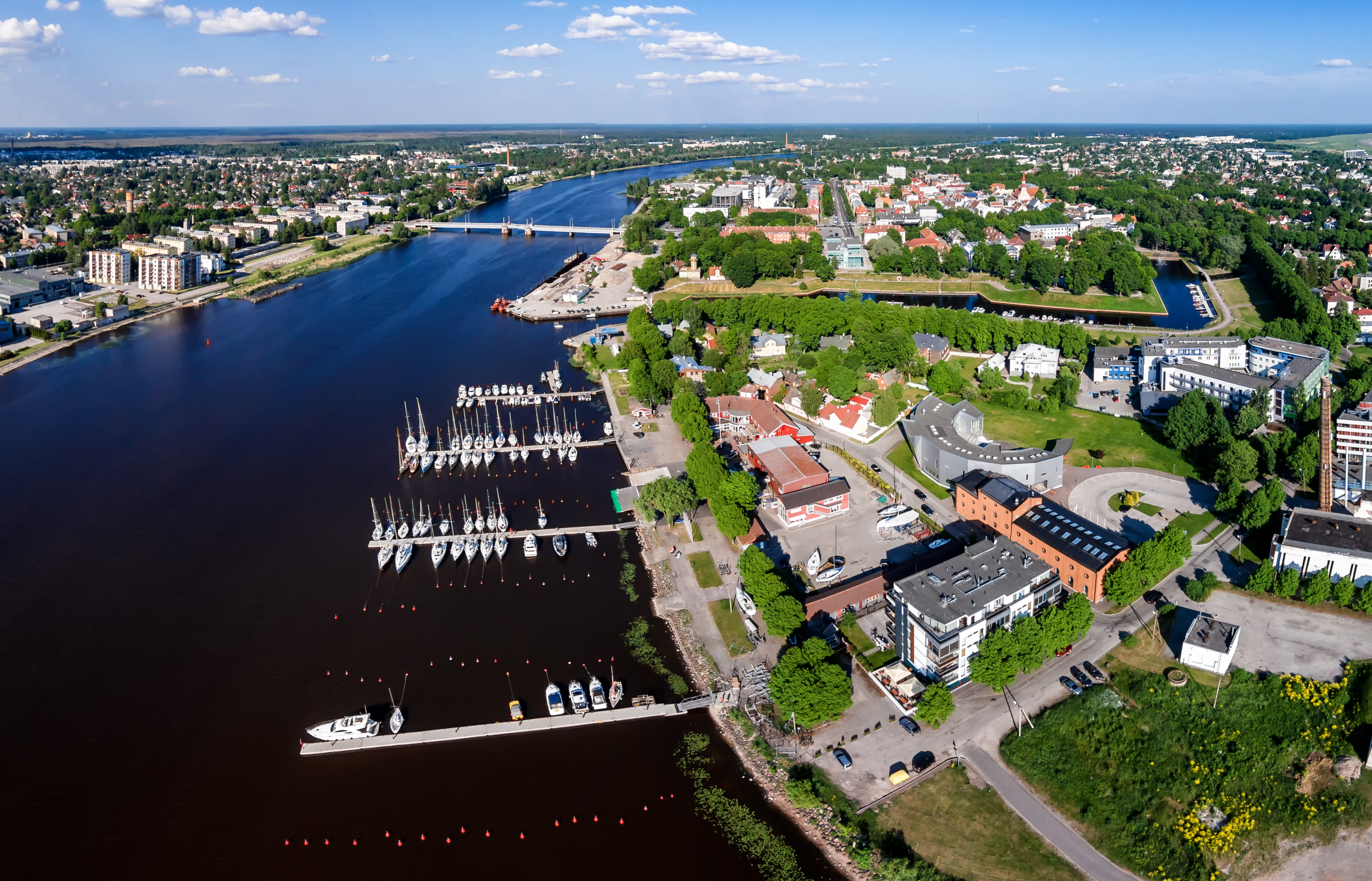
Cursul râului în orașul Pärnu, aproape de vărsarea sa în Marea Baltică
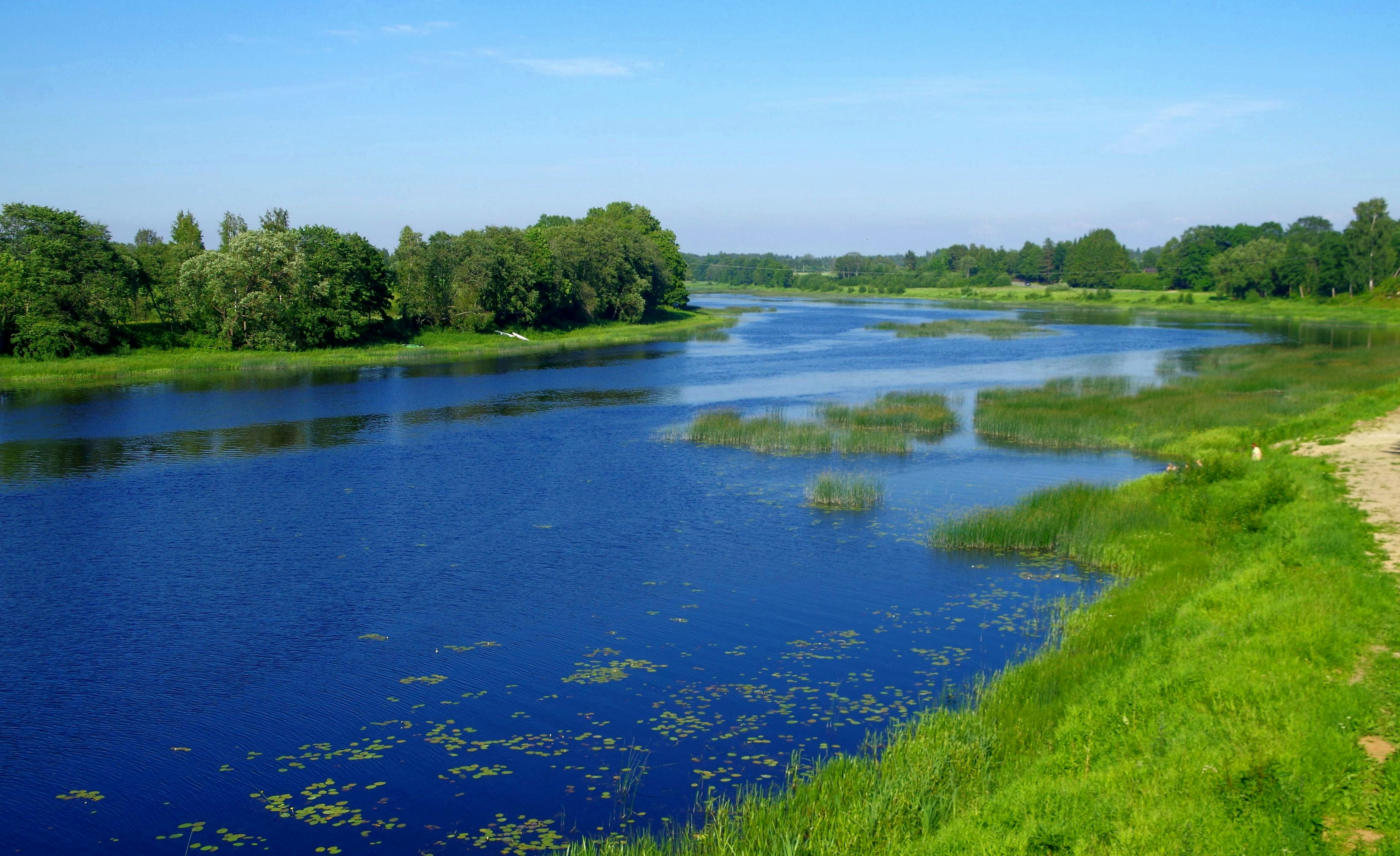
Râul Pärnu în orașul Tori
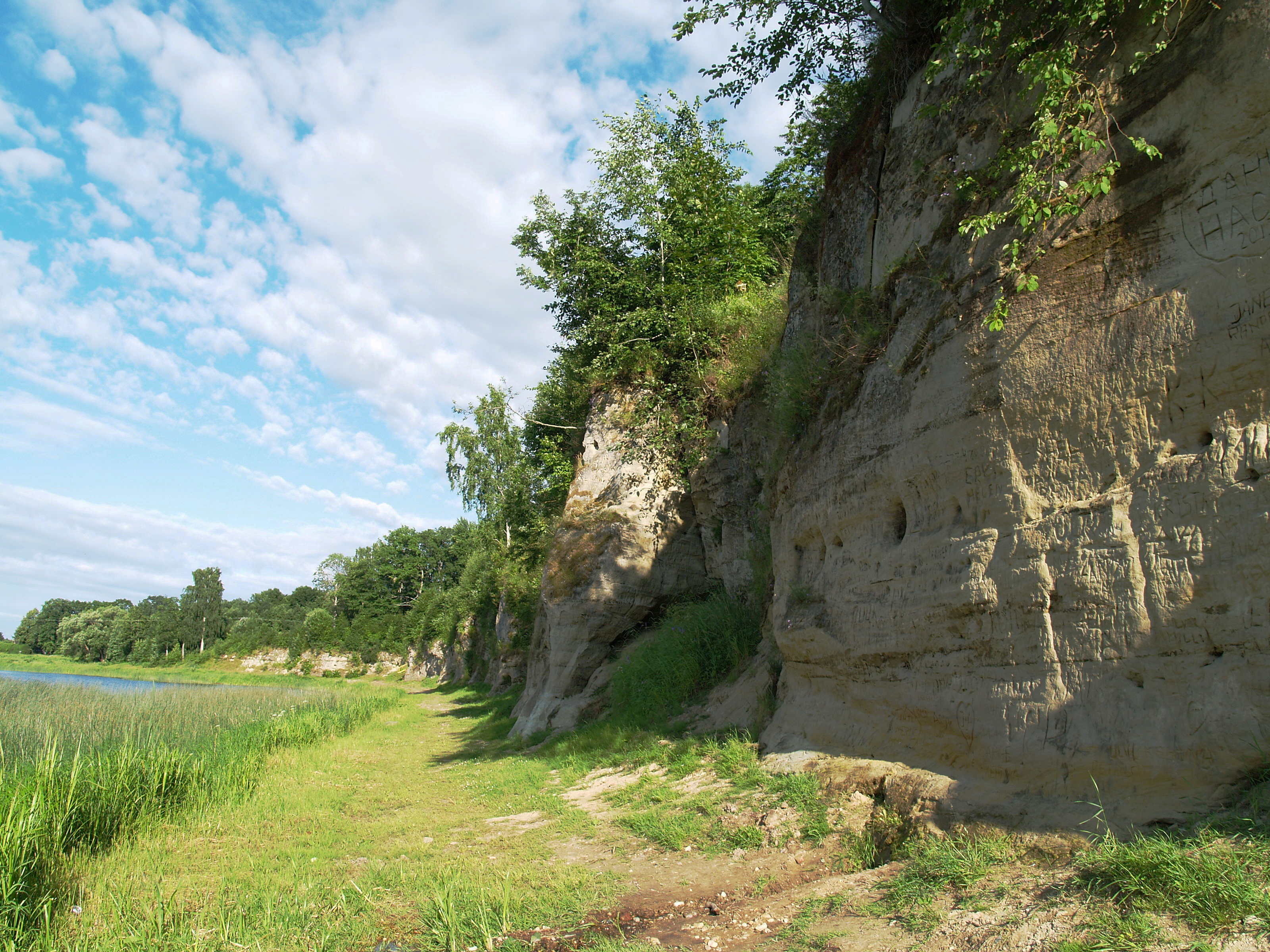
Stânci de gresie lângă Tori
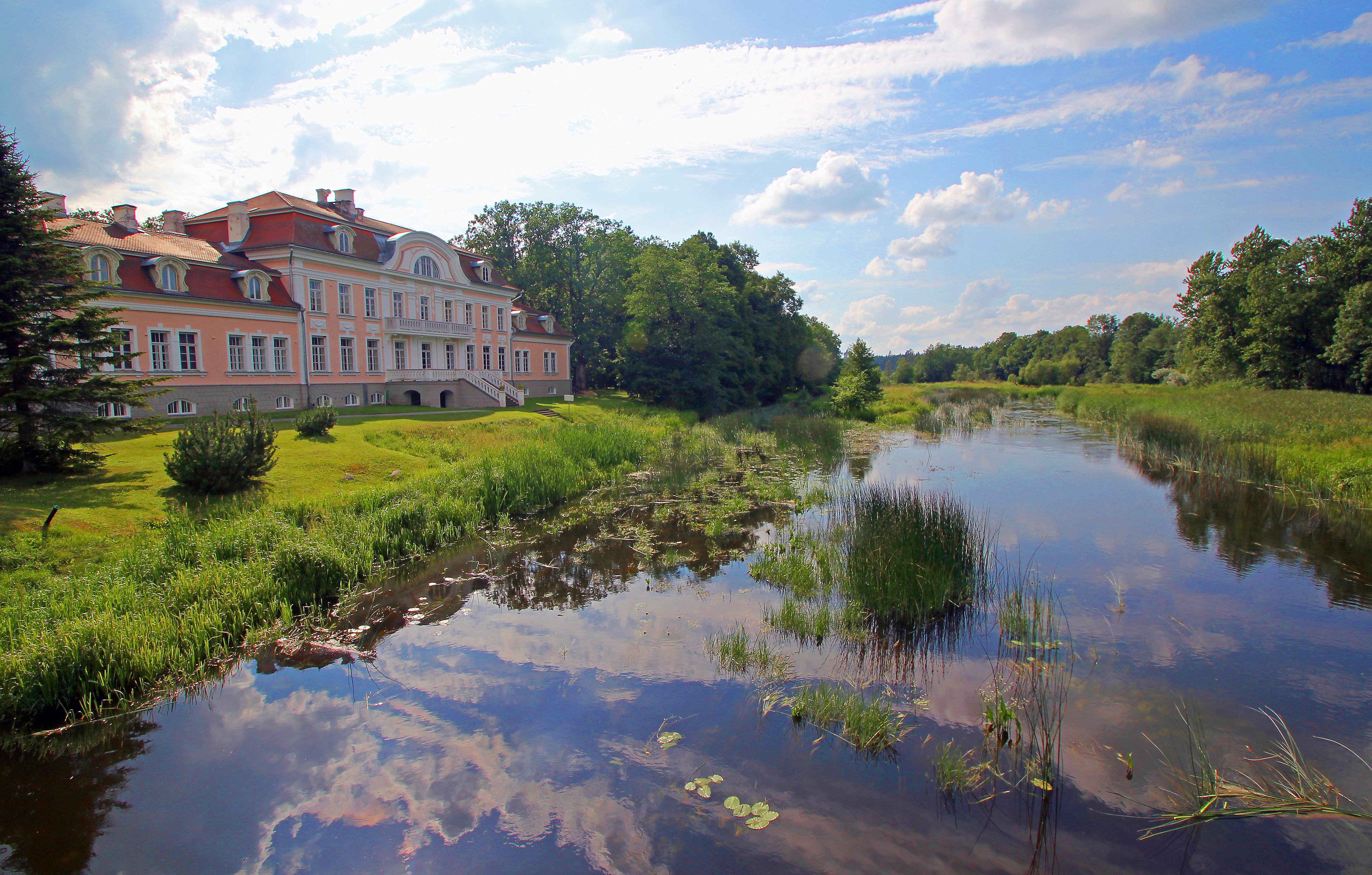
Râul Pärnu curgând pe lângă conacul din Laupa
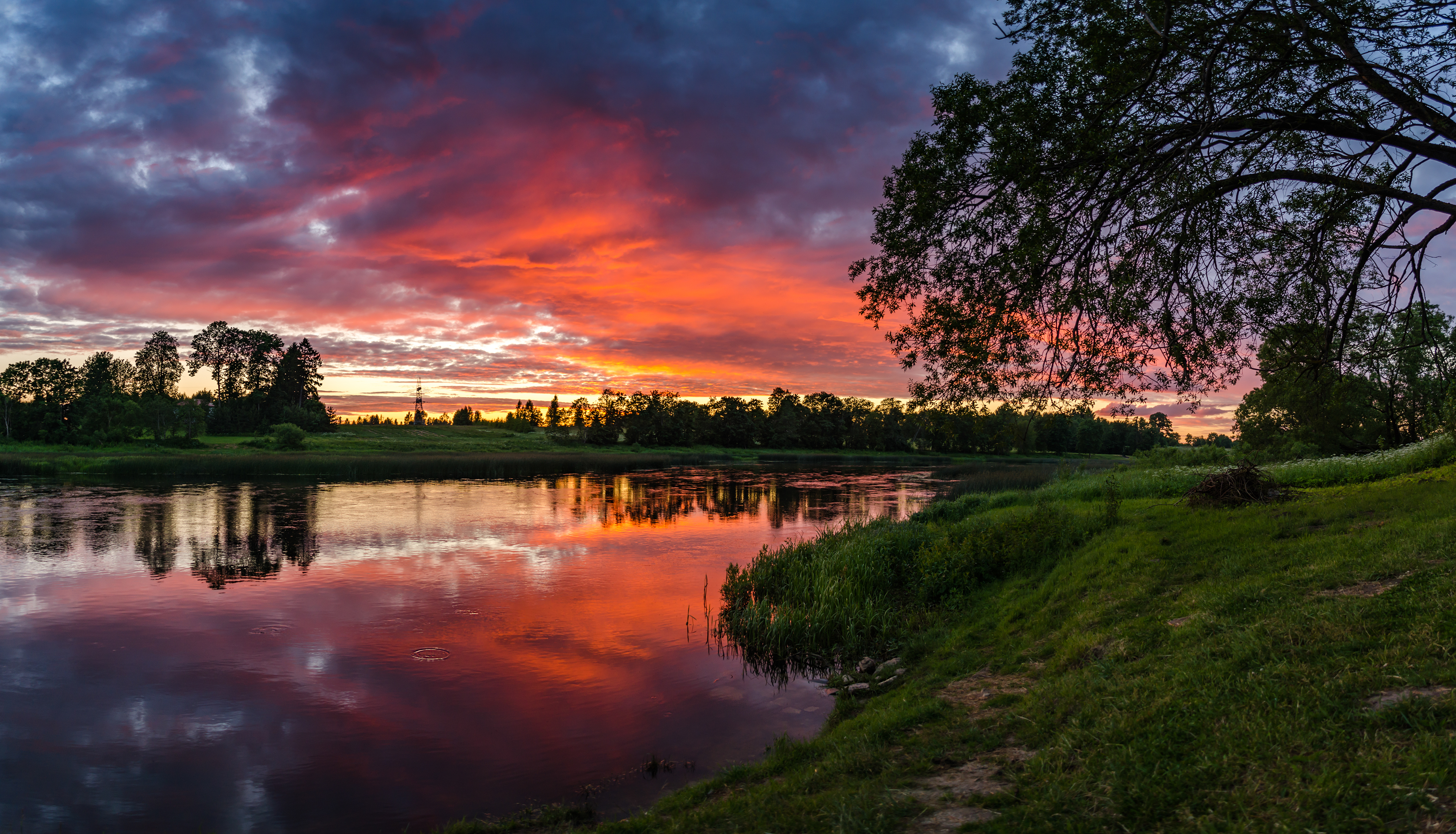
Râul Pärnu în apropierea orașului Sindi